# Resolutie 2208 Veiligheidsraad Verenigde Naties
Resolutie 2208 van de Veiligheidsraad van de Verenigde Naties werd op 5 maart 2015 unaniem door de VN-Veiligheidsraad aangenomen. De resolutie verlengde de VN-missie in Libië met twee weken, alsook de toestemming aan landen om schepen die ervan verdacht werden illegaal Libische olie te vervoeren te inspecteren.

## Achtergrond
Na de val van het regime van kolonel Qadhafi in 2011 werd een nieuw Algemeen Nationaal Congres verkozen om het land te besturen. De oppositie tegen het door islamisten gedomineerde congres was echter groot en toen het  begin 2014 haar eigen legislatuur verlengde begon een legergeneraal een militaire campagne. Daarop volgden alsnog verkiezingen en kwam de Raad van Volksvertegenwoordigers aan de macht. De islamisten hadden bij die verkiezingen een zware nederlaag geleden, en bleven vasthouden aan het congres. Milities gelieerd aan beide kampen, islamisten en Islamitische Staat bevochten elkaar, en zo ontstond opnieuw een burgeroorlog.

## Inhoud
De omstandigheden in Libië noopten tot een korte verlenging van de UNSMIL-ondersteuningsmissie in het land en  de maatregelen tegen de illegale uitvoer van aardolie. Beiden werden aldus verlengd tot 31 maart 2015.
In Marokko werd een politieke dialoog gevoerd tussen de partijen in Libië. De gesprekken over het beëindigen van de gevechten en de vorming van een regering van nationale eenheid hadden belangrijke vooruitgang geboekt.
Daarnaast had de secretaris-generaal in zijn rapport van medio februari 2015 aanbevolen om – gezien de sterk gewijzigde en verslechterde situatie – de VN-missie in Libië te herbekijken.

## Verwante resoluties
- Resolutie 2146 Veiligheidsraad Verenigde Naties (2014)
- Resolutie 2174 Veiligheidsraad Verenigde Naties (2014)
- Resolutie 2213 Veiligheidsraad Verenigde Naties
- Resolutie 2214 Veiligheidsraad Verenigde Naties

Lijst ·  2196 ·  2197 ·  2198 ·  2199 ·  2200 ·  2201 ·  2202 ·  2203 ·  2204 ·  2205 ·  2206 ·  2207 ·  2208 ·  2209 ·  2210 ·  2211 ·  2212 ·  2213 ·  2214 ·  2215 ·  2216 ·  2217 ·  2218 ·  2219 ·  2220 ·  2221 ·  2222 ·  2223 ·  2224 ·  2225 ·  2226 ·  2227 ·  2228 ·  2229 ·  2230 ·  2231 ·  2232 ·  2233 ·  2234 ·  2235 ·  2236 ·  2237 ·  2238 ·  2239 ·  2240 ·  2241 ·  2242 ·  2243 ·  2244 ·  2245 ·  2246 ·  2247 ·  2248 ·  2249 ·  2250 ·  2251 ·  2252 ·  2253 ·  2254 ·  2255 ·  2256 ·  2257 ·  2258 ·  2259